# ブリストル・シドレー
ブリストル・シドレー（Bristol Siddeley）はイギリスの航空機エンジンメーカーで、1959年にブリストル・エアロプレーンとアームストロング・シドレーの合併により設立された。
1961年、ブリストル・シドレーはデ・ハビランドエンジンとブラックバーンエンジンを吸収した。ブラックバーンの航空機部門はホーカー・シドレーの一部門になった。ブリストル・シドレーは1966年にロールス・ロイスに吸収された。

## エンジン
北ブリストルのフィルトン工場はこれまでコンコルド向けに開発されたオリンパス2軸式のターボジェットエンジンやフォーランド ナット軽戦闘/練習機に搭載されたオーフュース、ハリアーに搭載されたペガサスを含む数多くの高性能な軍用航空エンジンを生産してきた。民用向けでもブリタニア旅客機に搭載されたプロテウス・ターボプロップ、BAe 125に搭載されたヴァイパー ターボジェットなどがある。
ブリストル・シドレーの元で開発された推力偏向型ターボファンであるプレナムチェンバーバーナー(アフターバーナーに似ている)を搭載したブリストル・シドレー BS.100は垂直離着陸型超音速戦闘機ホーカー・シドレー P.1154に搭載予定であったが1965年、計画は中止された。